# جيمس إي. مارتن
جيمس إي. مارتن (بالإنجليزية: James E. Martin)‏ هو مدير أكاديمي أمريكي، ولد في 22 يونيو 1932 في Vinemont, Alabama ‏ في الولايات المتحدة، وتوفي في 3 يونيو 2017.